# Canciones de un cassette perdido
Canciones de un casete perdido es un álbum recopilatorio del cantante argentino León Gieco, publicado en 2005 por EMI.

## Lista de temas
| N.º | Título                           | Álbum                      | Duración |  |
| 1.  | «Aquí, allá, hoy o mañana»       | Pensar en nada             | 3:03     |  |
| 2.  | «Bajo el sol de Bogotá»          | Pensar en nada             | 2:32     |  |
| 3.  | «Cachito, campeón de Corrientes» | IV LP                      | 3:44     |  |
| 4.  | «Canción de amor para Francisca» | IV LP                      | 3:00     |  |
| 5.  | «Chacarera de un atardecer»      | Pensar en nada             | 3:37     |  |
| 6.  | «Los chacareros de dragones»     | El fantasma de Canterville | 2:12     |  |
| 7.  | «Continentes en silencio»        | IV LP                      | 3:40     |  |
| 8.  | «Desde tu corazón»               | El fantasma de Canterville | 3:10     |  |
| 9.  | «El fantasma de Canterville»     | El fantasma de Canterville | 3:53     |  |
| 10. | «El que se queda solo»           | IV LP                      | 3:23     |  |
| 11. | «El rey lloró»                   | ?                          | ?        |  |
| 12. | «La cultura es la sonrisa»       | Desenchufado               | 2:58     |  |
| 13. | «La mamá de Jimmy»               | Porsuigieco                | 3:39     |  |
| 14. | «María del campo»                | León Gieco                 | 4:17     |  |
| 15. | «Pensar en nada»                 | Pensar en nada             | 4:45     |  |
| 16. | «Sólo le pido a Dios»            | IV LP                      | 5:06     |  |
| 17. | «Todos los caballos blancos»     | León Gieco                 | 2:54     |  |
| 18. | «Vino algo y lo arrasó»          | Pensar en nada             | 3:36     |  |
| 19. | «Por el camino perdido»          | De Ushuaia a La Quiaca     | 3:50     |  |

### Bonus Track
| Bonus Track |                |       |          |  |
| N.º         | Título         | Álbum | Duración |  |
| 20.         | «La rata Lali» | ?     | 2:59     |  |